# أوريرا فيتوريا
نادي أوريرا دي فيتوريا الرياضي (بالإسبانية: Club Deportivo Aurrerá de Vitoria)‏ نادي كرة قدم إسباني يلعب في دوري الدرجة الثالثة الإسباني. تم تأسيس النادي في عام 1935.

## روابط خارجية
- CD Aurrerá de Vitoria